# Hipertimesia
Hipertimesia ou Síndrome da Supermemória é uma condição em que o indivíduo tem uma elevada memória biográfica.
Elizabeth Parker, Larry Cahill e James McGaugh (2006) identificaram duas características que definem a hipertimesia: Passar uma quantidade excessiva de tempo pensando sobre o passado, e exibindo uma extraordinária capacidade de recordar eventos específicos de seu passado.
Apenas cerca de 20 pessoas receberam o diagnóstico de hipertimesia.
Um documentário da Barcroft DOCS, lançado no canal do YouTube "Barcroft TV" (em inglês) com o título "DOCS: The Boy Who Can't Forget" ("O garoto que não consegue esquecer"), apresenta exemplos de indivíduos com hipertimesia.

## Casos de Hipertimesia
Uma americana de nome AJ (posteriormente identificada como Jill Price) é capaz de lembrar com detalhes eventos de sua vida pessoal e acontecimentos dos últimos anos. AJ teve conhecimento detalhado da sua memória, em 1978, quando tinha 12 anos, e a partir de 1980, ela pode aparentemente recordar todos os dias. Sendo isso impossível para uma pessoa "comum".
Um segundo caso foi relatado recentemente em Wisconsin por um homem chamado Brad Williams.
Aurelien Hayman, um britânico, também foi diagnosticado com esta rara condição. Ao escolher uma data, ele será capaz de dizer o que ele fez, o que comeu, o que vestiu,o que viu, quais canções ouviu e outras memórias daquele dia.

### Na cultura popular
- Funes el memorioso (conto do escritor argentino Jorge Luis Borges).
- Unforgettable (seriado da TV CBS).
- Sheldon Cooper (seriado da TV The Big Bang Theory).